# Juan de Idiáquez y Eguía
Juan de Idiáquez y Eguía (Azcoitia, 1665-Madrid, 1736) fue un militar español, primer duque de Granada de Ega.

## Biografía
Nació el 19 de enero de 1665 en la localidad guipuzcoana de Azcoitia. Caballero de la Orden de Santiago y comendador de Yeste y Taibilla, fue ayo y sumiller de corps del infante Fernando (futuro Fernando VI). Fue capitán general de los reales ejércitos y sargento mayor de Reales Guardias de Corps. Ostentó el título nobiliario de primer duque de Granada de Ega, concedido por Felipe V mediante real cédula de 29 de marzo de 1729.
Contrajo matrimonio con su sobrina María Ana de Velasco, séptima condesa de Salazar. Falleció sin hijos en septiembre de 1736 en Madrid y su título fue heredado por su sobrino Antonio Idiáquez y Garnica. A lo largo de su carrera aprovechó su influyente posición para promocionar a varios miembros de su familia —hermanos, primos y sobrinos— a diversos cargos dentro del ejército.